# Live with Me
Singles des Rolling Stones (années 1990)
Like a Rolling Stone
(1995) Anybody Seen My Baby?
(1997)
Pistes de Let It Bleed
Country Honk
(3) Let It Bleed
(5)
Live with Me est une chanson du groupe de rock The Rolling Stones, parue le 5 décembre 1969 sur l'album Let It Bleed. C'est l'une des deux premières chansons du groupe avec le single Honky Tonk Women enregistrées avec le nouveau guitariste Mick Taylor qui rejoint officiellement le groupe en juin 1969.

## Historique
Écrite par Mick Jagger et Keith Richards, Live with Me a été enregistré le 24 mai 1969. Quelques semaines plus tard en juin 1969, Mick Taylor rejoint le groupe. Après avoir enregistré le single Honky Tonk Women, sa partie de guitare a été ajoutée sur la piste de base de Live with Me. Avec Country Honk, ce sont les deux chansons que Taylor a joué sur Let It Bleed. Lui et Keith ont créé un son original du duo de guitares principales. Taylor a décrit plus tard l'enregistrement comme « une sorte de début de cette époque particulière pour les Stones, où Keith et moi avons échangé nos rôles aux guitares ». La chanson marque également la première fois que les Stones ont enregistré avec le saxophoniste Bobby Keys (qui a joué sur de nombreux disques des Stones par la suite), et l'une des deux fois où Leon Russell a joué avec les Stones (avec Get a Line on You, future Shine a Light, lors de l'enregistrement de son album solo). Russell et Nicky Hopkins ont tous deux contribué au piano sur cette chanson.

## Postérité
Bien qu'elle ne soit pas sortie en single, la chanson a été fréquemment jouée en concert. Des versions live ont été incluses sur les albums live Get Yer Ya-Ya's Out! (1970) et No Security (1998), ainsi que sur le single Wild Horses (extrait de l'album live Stripped) en 1996 et sur la compilation Rarities 1971-2003 (2005). La chanson a été interprétée en concert avec Christina Aguilera pour le concert / documentaire Shine a Light et apparaît également sur la bande originale.

## Personnel
Crédités :
- Mick Jagger : chant
- Keith Richards : guitare électrique, basse
- Mick Taylor : guitare électrique
- Charlie Watts : batterie
- Nicky Hopkins : piano
- Bobby Keys : saxophone
- Leon Russell : piano